# Marathon van Amsterdam 1981
De marathon van Amsterdam 1981 werd gelopen op zaterdag 9 mei 1981. Het was de zesde editie van deze marathon. 
De Hongaar Ferenc Szekeres kwam bij de mannen als eerste over de streep in 2:18.11. Dit was zijn tweede overwinning in Amsterdam, want in 1979 was hij ook al de snelste geweest. De eerst aankomende dame was de Nederlandse Marja Wokke met een finishtijd van 2:43.38.

## Uitslagen

### Mannen
| rang   | naam               | land | tijd    |
| ------ | ------------------ | ---- | ------- |
| Goud   | Ferenc Szekeres    | HUN  | 2:18.11 |
| Zilver | Pierzynka Zbigniew | POL  | 2:18.17 |
| Brons  | Janos Szekeres     | HUN  | 2:19.22 |
| 4      | Okubo Hatsuo       | JPN  | 2:19.41 |
| 5      | Cor Vriend         | NED  | 2:20.02 |
| 6      | Bobès Bernard      | FRA  | 2:22.53 |
| 7      | Peter Jozef        | SUI  | 2:23.57 |
| 8      | Jordan Tshilikov   | BUL  | 2:24.07 |
| 9      | Josef Wiss         | SUI  | 2:25.51 |
| 10     | Roni Fender        | ISR  | 2:27.16 |
| 11     | Piet van Alphen    | NED  | 2:28.02 |
| 14     | Gerard Berkhout    | NED  | 2:32.56 |
| 15     | Wim Kaljouw        | NED  | 2:33.54 |

### Vrouwen
| rang   | naam             | land | tijd    |
| ------ | ---------------- | ---- | ------- |
| Goud   | Marja Wokke      | NED  | 2:43.38 |
| Zilver | Vreni Forster    | SUI  | 2:50.03 |
| Brons  | Eefje van Wissen | NED  | 3:00.57 |

1975 ·
1976 ·
1977 ·
1978 ·
1979 ·
1980 ·
1981 ·
1982 ·
1983 ·
1984 ·
1985 ·
1986 ·
1987 ·
1988 ·
1989 ·
1990 ·
1991 ·
1992 ·
1993 ·
1994 ·
1995 ·
1996 ·
1997 ·
1998 ·
1999 ·
2000 ·
2001 ·
2002 ·
2003 ·
2004 ·
2005 ·
2006 ·
2007 ·
2008 ·
2009 ·
2010 ·
2011 ·
2012 ·
2013 ·
2014 ·
2015 ·
2016 ·
2017 ·
2018 ·
2019 ·
2020 ·
2021 ·
2022 ·
2023 ·
2024 ·
2025